# Wodzisławskie Państwo Stanowe
Wodzisławskie Państwo Stanowe (łac. Status Minor Vladislaviensis) – nowożytne państwo stanowe na Górnym Śląsku, kształtujące się od 1483 r. po bezpotomnej śmierci Jana IV Karniowskiego oraz walkach o ziemię wodzisławską pomiędzy Janem V Raciborskim a Maciejem Korwinem. Stolicą państwa był Wodzisław, a siedzibą panów stanowych zamek wodzisławski.
Geneza państwa sięga XIV w., kiedy to możemy mówić o uformowaniu się w Wodzisławiu znacznego ośrodka administracyjnego, a najprawdopodobniej niewielkiego efemerycznego księstwa rządzonego przez Annę czerską i Konstancję wodzisławską. Wydzielony wtedy obszar z południowo-wschodniej części Księstwa raciborskiego określany jest mianem ziemi wodzisławskiej.
W 1456 r. dochodzi do powstania Księstwa karniowsko-wodzisławskiego, które Jan IV otrzymał od swego ojca. Następnie w latach 1474-1502 istniało Księstwo wodzisławskie, którym po utracie Karniowa, rządził Jan IV. Zmarł on w Wodzisławiu w 1483 r. Przez kolejne lata o losach pozostawionego przez wasala Księstwa Wodzisławskiego decydował król Czech.
Ostatecznie Władysław Jagiellończyk zdecydował w 1502 r. o przekazaniu Księstwa wodzisławskiego Jerzemu Salenbergowi, tworząc z Księstwa wodzisławskiego państwo stanowe, a Salenberga mianował pierwszym panem stanowym. Do roku 1526 Wodzisławskie Państwo Stanowe pozostawało pod zwierzchnią władzą królów czeskich, potem od 1526 do 1742 roku jako część Monarchii Habsburgów, a po wojnach śląskich weszło w skład Królestwa Prus i było jego częścią aż do 1809 roku. Zachowało ono odrębność administracyjną do początków XIX wieku.
Oprócz samego Wodzisławia początkowo w skład wchodziło 10 okolicznych wsi: Czyżowice, Turza Mała (Turzyczka), Wielka Turza, Skrzyszów, Krostoszowice, Karkoszka, Podbucze, Marusze, Radlin z Obszarami i Głożynami, a ponadto 11 folwarków liczących 8000 morgów ziemi uprawnej, 1600 morgów[czego?] i 4000 morgów lasów.
Do państwa wodzisławskiego należały również m.in. Jedłownik, Kokoszyce, Marklowice, Połomia, Gogołowa, Gołkowice, Godów, Uchylsko, Gorzyczki, Mszana oraz tereny m.in. wokół dzisiejszego miasta Jastrzębie-Zdrój: Jastrzębie Górne i Dolne wraz z Bożą Górą, Moszczenica z Szotkowicami, Skrzeczkowice i Ruptawa z Ruptawcem i Cisówką.
Tym samym z czasem doszło do utrwalenia terminu ziemi wodzisławskiej. W okresie istnienia tego państwa Wodzisław posiadał status miasta prywatnego. Wiele cennych informacji o dziejach wodzisławskiego państwa przekazał nam w XIX w. w swej kronice Franz Ignatz Henke.

## Władcy Wodzisławia i Wodzisławskiego Państwa Stanowego
- 1337–1351: Konstancja wodzisławska
- 1437–1454: Mikołaj V
- 1454–1456: Jan IV Starszy, Wacław III
- 1456–1483: Jan IV Starszy
- 1483–1491: Jan V, Maciej Korwin 1474 i 1490
- 1491–1502: Władysław II Jagiellończyk
- 1502–1517: Jerzy Salenberg
- 1517–1527: Baltazar Welczek
- 1528–1556: Jan Planknar
- 1556–1601: Jan Planknar II
- 1602–1616: Jerzy Plawecki
- 1655–?: Gabriel Plawecki
- ??–1668: Stefan Plawecki
- 1668–1684: Jerzy Szelepcsĕnyi
- 1684–1696: Leopold I Habsburg
- 1696–1738: Ferdynand Józef Dietrichstein
- 1738–1773: Guidobald Józef Dietrichstein